# Ophthalmolebias
Ophthalmolebias es un género de peces de agua dulce de la familia de los rivulinos, distribuidos por ríos de América del Sur.

## Especies
Actualmente se consideran las siguientes especies válidas:
- Ophthalmolebias bokermanni (Carvalho & Da Cruz, 1987)
- Ophthalmolebias constanciae (Myers, 1942)
- Ophthalmolebias ilheusensis (Costa & Lima, 2010)
- Ophthalmolebias perpendicularis (Costa, Nielsen & de Luca, 2001)
- Ophthalmolebias rosaceus (Costa, Nielsen & de Luca, 2001)
- Ophthalmolebias suzarti (Costa, 2004)

- Datos: Q11798653
- Especies: Ophthalmolebias